# Rusty Cage
«Rusty Cage» es una canción del grupo de Seattle Soundgarden. Aparece como la canción que abre el álbum de 1991 Badmotorfinger. La canción llegaría a ser un hit instantáneo editado como un sencillo en formatos diferentes en 1991 y 1992.
Rusty Cage fue versionada por Johnny Cash, en su álbum Unchained, el cual ganó un Grammy por el mejor álbum de country. También aparece en la emisora de radio ficticia Radio X del videojuego Grand Theft Auto: San Andreas, como también aparece en una parte del juego de bicis de carreras Road Rash, en el videojuego Burnout Paradise y en el opening de Mob of the Dead en el juego Call of Duty: Black Ops 2.

## Lista de canciones
PROMO CD AND 12"
1. «Rusty Cage» (Edit)
2. «Rusty Cage» (LP versión)

PROMO CD
1. «Rusty Cage» (Edit)
2. «Rusty Cage» (LP versión)
3. «Girl U Want»
4. «Show Me»

PICTURE 7" (Edición Limitada de 5000 copias)
1. «Rusty Cage»
2. «Touch Me»

UK, Alemania y Australia CD
1. «Rusty Cage»
2. «Rusty Cage» (LP versión)
3. «Touch Me»
4. «Stray Cat Blues»

ETCHED 12" W/POSTER SLEEVE  (También editada como un CD verde en un Digipak (5000 copias), a picture 7" (5000 copias) y en sencillo en Cassette).
1. «Rusty Cage»
2. «Touch Me»
3. «Show Me»

ETCHED CD, DIGIPAK
1. «Rusty Cage» (Edit)
2. «Big Bottom»/«Earache My Eye» (Live)

- Datos: Q2744292